# François-Augustin de Berlier-Tourtour de La Rémolle
Pour les articles homonymes, voir Berlier (homonymie) et Tourtour.
François-Augustin de Berlier-Tourtour de La Rémolle, né en 1748 à Draguignan et mort en 1832, est un militaire français. Il participe comme officier à la guerre d'indépendance des États-Unis, puis au siège de Toulon. 

## Biographie
Membre de la famille Berlier de Vauplane, François-Augustin de Berlier est le fils d'Étienne Augustin de Berlier, co-seigneur de Tourtour, conseiller du roi à la sénéchaussée de Draguignan, et d'Emmanuelle Honorée Renom, dame de La Baume. Il a comme frère Étienne de Berlier-Tourtour et Melchior de Berlier-Tourtour.
Après avoir intégré l’école d’artillerie de La Fère en 1763, il entre au 1er régiment de Metz. 
Il participe ensuite pendant trois ans à la guerre d’Indépendance des États-Unis comme capitaine du 1er régiment de Metz.  
Il est blessé grièvement à la jambe droite lors de la bataille de Sainte-Lucie en 1778 ce qui lui vaut la décoration de l’ordre de Saint-Louis.
À son retour d’Amérique, il est nommé à la manufacture d’armes de Saint-Étienne, puis de celle de Lyon. 
Il est en garnison à Marseille lorsque la Révolution éclate. Lors des évènements conduisant à la prise des forts, il est adjoint chargé de l'artillerie du fort Saint-Jean commandé par le chevalier Beausset. Le 1er mai 1790, alors que la population et la mairie de Marseille demandent une reddition de la garnison, Beausset refuse de céder à l’injonction. Dans le compte rendu qu’il adresse au Marquis de Miron, il vante la conduite de Berlier. À la suite de l'attaque du Fort Saint-Jean, par la foule révolutionnaire le 2 Mai 1790, Berlier manque de subir le sort du chevalier de Beausset, major du régiment royal du Vexin qui se fait massacrer et dont la tête est promenée au bout d’une pique.  
Il est nommé lieutenant-colonel le 28 août 1792 comme sous-directeur de l’artillerie à Huningue, puis sous-directeur de l’artillerie à Antibes le 11 juin 1793 lors du siège de Toulon. Pendant ce siège, Bonaparte lui envoie des missives assez sèches au sujet de la poudre qui serait insuffisante : « L’on a répandu dans Antibes que l’on en ôtait la poudre ; je souhaite que ce ne soit ni toi ni ton grade, car cela finirait mal pour ceux qui portent l’alarme dans le peuple ». 
Il est ensuite nommé directeur de l’artillerie de Provence le 21 août 1793, puis est, selon ses propres dires, « mis en arrestation pour ses sentiments royalistes »  pendant quatre décades et suspendu dans l’exercice de ses fonctions jusqu’à la fin de l’enquête par les représentants du peuple. Si aucune charge n’est finalement reconnue à son encontre, il est finalement écarté de tout commandement. 
Le 16 mai 1797, il se marie avec Marie Joséphine Baptistine Élisabeth Ferrère à Aix-en-Provence. 
Il s’installe à Eyguières dont il devient maire (1817-1830).
Il meurt à Aix-en-Provence le 29 avril 1832.

## Sources
- Services des archives de la Défense : "Augustin de Berlier-Tourtour" : GR 2 Y 2 284
- Gustave Chaix d’Est-Ange, Dictionnaire des familles françaises anciennes ou notables à la fin du XIXe siècle, t. IV, Évreux, Charles Hérissey impr., 1905, "de Berlier-Tourtour"
- Henri Jougla de Morenas, Grand Armorial de France, Société du grand armorial de France, t.1, 1938, p. 83.
- Frédéric d’Agay, Grands notables du Premier Empire, Var, CNRS, 1987, "de Berlier-Tourtour", p. 57 à 60.
- Nicole Cabau et André Cabau, Tourtour, chronique d’un village du Haut-Var, éd. Serres, 1989, p. 97 et suiv. : "de Berlier-Tourtour"
- Frédéric Mireur, Les rues de Draguignan et leurs maisons historiques, t.VII, Le Livre d’histoire, Paris, 2005, p. 40 et suiv.
- Xavier de Montclos, L’ancienne bourgeoisie en France, Picard, Paris, 2e éd., 2013, "Berlier - de Berlier-Tourtour - Berlier de Vauplane".
- Hubert de Vauplane, Famille Berlier, une histoire provençale, éd. Jourdan, 2020, p. 297 à 302,  (ISBN 2874667218).